# Aerogel
Aerogel je trda snov, podobna gelu, v kateri tekočinsko sestavino zamenja plin. Kar nastane, je trdnina z zelo majhno gostoto, ki ima več izrednih sposobnosti, od katerih je najpomembnejša njena učinkovitost kot izolator. Imenovali so jo tudi zmrznjeni dim, trdi dim ali modri dim zaradi njene polprosojne narave. Na dotik pa je sicer bolj podobna peni.
Aerogel je prvi proizvedel Steven Kistler leta 1931 zaradi stave s Charlesom Learnedom kdo bi lahko nadomestil tekočino v marmeladnem želeju s plinom ne da bi pri tem povzročil skrčenja. Najprej so izdelali silikonske gele. Aerogele je moč tvoriti iz različnih materialov. Kistler je raziskoval aerogele na osnovi silicijevega oksida, aluminijevega oksida, kromovega oksida in kositra. Aerogele na osnovi ogljika so prvič proizvedli v zgodnjih 90. letih 20. stoletja.

## Lastnosti
Aerogeli so sestavljeni iz 90 do 99,8 % zraka z značilnimi gostotami od 3 do 150 mg/cm3. Na dotik so podobni trdi peni. Z nežnim pritiskom na njihovo površino ne nastane nobena vdrtina, z močnejšim pritiskom pa nastane trajna jamica. Z dovolj močnim pritiskom se aerogel zaradi redke in krhke sestave zlomi in razbije kot steklo. Navkljub dejstvu, da je nagnjen k zrobitvi, je strukturno zelo trden, saj lahko podpira telesa, ki so več kot 2000-krat težja. Njegove nosilne lastnosti so posledica dendritne mikrostrukture, v kateri se krogelni delci s povprečno velikostjo 2 do 5 nm zlijejo skupaj v grozde. Ti grozdi tvorijo trirazsežno zelo luknjičavo zgradbo skoraj fraktalnih verig, z luknjicami manjšimi od 100 nm. Povprečno velikost in gostoto luknjic je moč nadzirati med proizvodnim procesom.
Aerogel je izreden toplotni izolator, saj skoraj izniči tri načine prenosa toplote (konvekcijo, prevajanje ali sevanje). Deluje zaviralno, saj zrak ne more krožiti med rešetko. Silikonski aerogel je dober izolator glede na prevajanje, saj je silicijev oksid slab prevodnik toplote. Kovinski aerogel je na drugi strani boljši toplotni prevodnik. Ogljikov aerogel je dober izolator glede na sevanje, saj ogljik obsorbira infrardeče sevanje, ki prenaša toploto. Najboljši izolator je silikonski aerogel z dodanim ogljikom. SEA-gel je snov, podobna organskemu aerogelu, narejena iz agarja.
Zaradi svoje higroskopne narave je aerogel suh na dotik in se obnaša kot močno sušilo. Ker ga večinoma sestavlja zrak je videti polprosojno. Njegova rahla obarvanost je posledica Rayleighovega sipanja krajših valovnih dolžin vidne svetlobe na zelo drobni dentritski zgradbi. Zaradi tega je videti rahlo modro glede na temno ozadje in belkasto glede na svetlo ozadje.
Aerogeli so sami po sebi hidrofilni, vendar so lahko s kemičnimi postopki tudi hidrofobni. Če vsrkajo vlago, se po navadi zaradi spremembe notranje zgradbe skrčijo in pokvarijo. Njihovo uničenje je moč preprečiti, tako da se jih pretvori v hidrofobno snov. Aerogel, ki je hidrofoben od znotraj, lahko ostane nepoškodovan četudi so razpoke globlje, z razliko od aerogela, ki je pretvorjen v hidrofobno snov le površinsko. Hidrofobni postopki olajšajo proizvodnjo, saj omogočajo uporabo obdelavo z vodnim curkom.